# District d'Ampanihy
Le district d'Ampanihy est un district de la région d'Atsimo-Andrefana, situé dans le sud-ouest de Madagascar.